# Van Cittertdeconvolutie
De Van Cittertdeconvolutie, genoemd naar de Nederlandse natuurkundige Pieter Hendrik van Cittert, is een methode om de convolutie (versmering) van een beeld {\displaystyle g} met een filtermasker {\displaystyle h} ongedaan te maken. Het is daarmee een voorbeeld van deconvolutie of inverse filtering. Het proces kan gebruikt worden om de beeldkwaliteit te verbeteren, als bijvoorbeeld een beeld door een onscherp objectief wazig geworden is. Het beeld {\displaystyle g} stelt het ideale beeld voor dat men beoogt te verkrijgen door toepassing van het algoritme. Het versmeerde beeld {\displaystyle f}, dat het uitgangspunt van het proces is, kan beschreven worden als:
{\displaystyle f={\mathcal {H}}g=g*h}
In deze uitdrukking stelt {\displaystyle {\mathcal {H}}} de filteroperator voor, die de convolutie met {\displaystyle h} als resultaat heeft. De bedoeling is de oorspronkelijke functie {\displaystyle g}te berekenen:
{\displaystyle g={\mathcal {H}}^{-1}f}
De Van Cittertdeconvolutie benadert het gezochte resultaat met een iteratieve procedure:
{\displaystyle g_{0}=f}
{\displaystyle g_{n+1}=f+({\mathcal {I}}-{\mathcal {H}})g_{n}=f+(I-h)*g_{n}}
Daarin stelt {\displaystyle {\mathcal {I}}} een operator voor waarvan de puntrespons {\displaystyle I} een deltafunctie is. De operatie {\displaystyle {\mathcal {I}}g_{k}} levert dus gewoon {\displaystyle g_{k}} op.  In de limiet geldt:
{\displaystyle g_{\infty }=f+g_{\infty }-h*g_{\infty }},
dus
{\displaystyle h*g_{\infty }=f}
De mate van deconvolutie hangt af van het aantal iteratiestappen {\displaystyle N} af. Hoe meer iteraties, des te sterker is de deconvolutie, d.w.z. de verscherping van het beeld. Helaas wordt met de toename van het aantal iteraties ook de ruis in het beeld versterkt en dit vervormt het beeld bij een te groot aantal stappen. Er is dus sprake van een optimaal aantal stappen, waarbij zo veel verscherping verkregen wordt als de aanwezige ruis toelaat.

## Voorbeeld
De volgende beelden tonen een toepassing van een Van Cittertiteratie op een afbeelding die eerst middels een 3×3-Gaussiaans filter versmeerd is.

## Afleiding
In  de fourierruimte vereenvoudigt een convolutieintegraal tot een eenvoudige puntsgewijze vermenigvuldiging, zodat:
{\displaystyle {\hat {g}}={\hat {f}}\cdot {\hat {h}}^{-1}={\frac {\hat {f}}{\hat {h}}}}
Helaas bevat de verbredingsfunctie {\displaystyle {\hat {h}}} soms plaatsen met een nulwaarde of dicht daarbij. De deling leidt dan tot wiskundige problemen. Om dit te omzeilen wordt er een andere functie ingevoerd  {\displaystyle {\hat {h}}'=1-{\hat {h}}}. Daardoor geldt:
{\displaystyle {\hat {g}}={\frac {\hat {f}}{\hat {h}}}={\frac {\hat {f}}{1-{\hat {h}}'}}\approx (1+{\hat {h}}'+{\hat {h}}'^{2}+{\hat {h}}'^{3}+\ldots )\cdot {\hat {f}}}
In de laatste stap wordt de noemer ontwikkeld in een taylorreeks. De term {\displaystyle (1-{\hat {h}}')^{-1}} wordt daarmee ontwikkeld rond de invariante afbeelding {\displaystyle {\hat {h}}=1}, oftewel rond {\displaystyle {\hat {h}}'=0}. In de directe ruimte leidt dit tot de uitdrukking:
{\displaystyle g={\mathcal {H}}^{-1}f\approx ({\mathcal {I}}+{\mathcal {H}}'+{\mathcal {H}}'^{2}+{\mathcal {H}}'^{3}+\ldots )f}
met {\displaystyle {\mathcal {H}}'={\mathcal {I}}-{\mathcal {H}}}.
Met gebruikmaking van het hornerschema voor deze polynoom verkrijgt men dan het iteratievoorschrift.